# Nacka brandstation

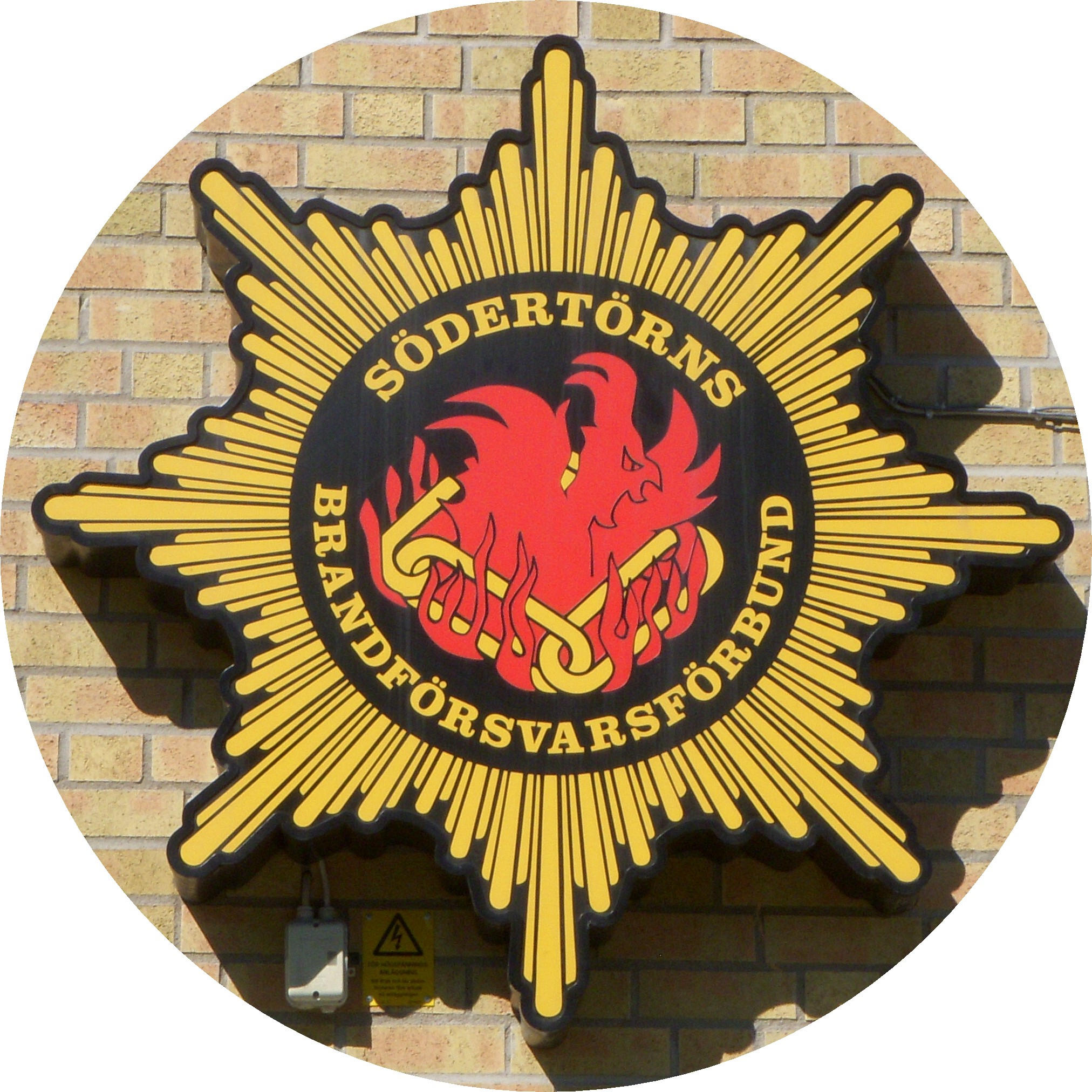

Nacka brandstation är belägen på Järla Skolväg 2 i Nacka.        
Nacka gick in i Södertörns brandförsvarsförbund 1 januari 2010. Bemanningen är en styrkeledare och fem brandmän.
Nacka anslöt till Storstockholms brandförsvar 1 juli 2025 och lämnade därmed Södertörns brandförsvarsförbund.

## Kända personer som arbetat på Nacka brandstation
- Sören Åkeby
- Jens Öhling
- Raimo Pihl